# Myōhōshō-ji
Le Myōhōshō-ji (妙法生寺) est un temple bouddhiste situé dans la ville de  Ōtaki, préfecture de Chiba au Japon. Il appartient à la secte Nichiren du bouddhisme japonais. Le temple reçoit en 1253 son nom qui fait référence à la première ligne du Sūtra du Lotus. Le Myōhōshō-ji se trouve au fond de la chaîne des collines de Bōsō au centre de la péninsule de Bōsō. Le temple, presque entièrement tombé en ruines en 1904, est progressivement reconstruit par les fidèles Nichiren à partir de 1931.

## Les hortensias
Le Myōhōshō-ji est une destination touristique populaire en raison de sa renommée d'ajisai-dera, ou « temple aux hortensias ». Depuis 1951, le temple a planté et entretient 20 000 bosquets d'hortensias qui fleurissent au mois d’août dans un jardin de prières. Le Myōhōshō-ji est une destination populaire pour observer le premier lever de soleil au Jour de l'An.

## Source de la traduction
- (en) Cet article est partiellement ou en totalité issu de l’article de Wikipédia en anglais intitulé « Myōhōshō-ji » (voir la liste des auteurs).